# Лодовико Альтьєрі
Лодовіко Альтьєрі (італ. Lodovico Altieri; 17 липня 1805, Рим, Папська держава — 11 серпня 1867, Альбано-Лаціалі, Папська область) — італійський куріальний кардинал і папський дипломат. Титулярний архієпископ Ефеса з 11 липня 1836 року по 21 квітня 1845 року. Апостольський нунцій в Австрії з 18 липня 1836 року по 21 квітня 1845 року. Про-секретар меморандумів з 1845 по 1847 рік. Секретар меморандумів з 17 січня 1855 по 19 березня 1857 року. Камерленго з 19 березня 1857 по 11 серпня 1867. Префект Священної Конгрегації Індексу з 5 вересня 1861 по 28 грудня 1864. Архіпресвітер патріаршої Латеранської базиліки з 8 березня 1863 по 11 серпня 1867 року. Кардинал In pectore з 14 грудня 1840 по 21 квітня 1845.Кардинал-священик з 21 квітня 1845 року, з титулом церкви pro illa vice Санта-Марія-ін-Портіко-Кампітеллі з 24 листопада 1845 по 17 грудня 1860 року. Кардинал-єпископ Альбано з 17 грудня 1860 року.